# Heteropyxis
Heteropyxis é um género de plantas com flor, pertencente à família Myrtaceae, que agrupa três espécies, todas com distribuição natural no sul da África. O género foi considerado como constituindo uma família monotípica, a família Heteropyxidaceae. Contudo, estudos mais recentes demonstraram que o género deve ser incluído na família Myrtaceae, acreditando-se que represente uma das mais antigas linhagens extantes daquela família.